# Liberté, Egalité, Fraternité, Metallica! - Live at Le Bataclan, Paris, France - June 11th, 2003
Liberté, Egalité, Fraternité, Metallica! - Live at Le Bataclan, Paris, France - June 11th, 2003 è il quarto album dal vivo del gruppo musicale statunitense Metallica, pubblicato il 16 aprile 2016 dalla Blackened Recordings.

## Descrizione
Pubblicato esclusivamente per l'annuale Record Store Day, contiene l'audio dell'intero concerto tenuto dal gruppo l'11 giugno 2003 presso il Bataclan di Parigi: la scelta di tale concerto è stata voluta dal gruppo stesso in seguito agli attentati di Parigi del 13 novembre 2015 e l'intero ricavato dell'album è stato devoluto alle vittime degli attentati stessi.

## Tracce
1. The Four Horsemen – 5:30 (James Hetfield, Lars Ulrich, Dave Mustaine)
2. Leper Messiah – 6:19 (James Hetfield, Lars Ulrich)
3. No Remorse – 5:37 (James Hetfield, Lars Ulrich)
4. Fade to Black – 7:44 (James Hetfield, Lars Ulrich, Cliff Burton, Kirk Hammett)
5. Frantic – 7:49 (James Hetfield, Lars Ulrich, Kirk Hammett, Bob Rock)
6. Ride the Lightning – 6:40 (James Hetfield, Lars Ulrich, Cliff Burton, Dave Mustaine)
7. Blackened – 8:14 (James Hetfield, Lars Ulrich, Jason Newsted)
8. Seek & Destroy – 8:37 (James Hetfield, Lars Ulrich)
9. Damage, Inc. – 6:42 (James Hetfield, Lars Ulrich, Cliff Burton, Kirk Hammett)

## Formazione
Gruppo
- James Hetfield – voce, chitarra ritmica
- Kirk Hammett – chitarra solista, cori
- Robert Trujillo – basso, cori
- Lars Ulrich – batteria

Produzione
- James Hetfield – produzione
- Lars Ulrich – produzione
- Mike Gilles – registrazione
- Greg Fidelman – missaggio
- Reuben Cohen – mastering

## Classifiche
| Classifica (2016)         | Posizione massima |
| ------------------------- | ----------------- |
| Stati Uniti (independent) | 27                |